# Komplexní pojetí státní bezpečnosti
Komplexní pojetí státní bezpečnosti (čínsky v českém přepisu cung-tchi kuo-ťia an-čchüan kuan, pchin-jinem zongti guojia anquan guan, znaky 总体国家安全观), jedna z inovací Si Ťin-pchingovy éry, zahrnuje do kategorie státní bezpečnosti veškeré oblasti společenského života. Za jádro státní bezpečnosti se zde považuje mocenský monopol komunistické strany Číny a postavení jejího vůdce. Kromě tradičních oblastí bezpečnosti jako bezpečnost vlasti a vojenská bezpečnost, jaké známe i z jiných zemí, či politická bezpečnost, známá z leninských systémů, jsou součástí komplexního pojetí také kategorie specifického rázu, které zahrnují široké spektrum společenských aktivit a potřeb. V Si Ťin-pchingově pojetí jsou všechny tyto druhy bezpečností mezi sebou provázané a stejný význam mají jak hrozby pocházející z vnějšku, tak i vnitrostátní rizika. Vznik tohoto pojetí bezpečnosti je důsledkem pocitu ohrožení – skutečného, nebo domnělého – jemuž se cítí být vystavena Komunistická strana Číny. Cílem je udržet stabilitu politického systému založeného na mocenském monopolu komunistické strany.

## Historie pojmu
Pojem „komplexní pojetí státní bezpečnosti“ poprvé představil Si Ťin-pching v dubnu 2014 na první schůzi nově založené Komise pro státní bezpečnost, jejímž předsedou se stal. Tímto krokem Si Ťin-pching brzy po svém nástupu do vedení strany a země centralizoval všechny složky bezpečnostního sektoru pod svou kontrolou.

Nový koncept „komplexního pojetí státní bezpečnosti“ navazuje na dlouhodobější debaty ve stranickém vedení o reformách bezpečnosti státu započaté za vlády generálního tajemníka Ťiang Ce-mina (ve funkci 1993–2003). Reaguje na prohlubující se proces globalizace a stále větší propojenost Číny se světem. Souvisí zejména s rozvojem technologií a internetu poskytujícím nové možnosti získávat nezávislé informace a s tím spojenými výzvami pro vedoucí úlohu strany a hrozbou zpochybnění legitimity autoritářského systému. Sám Si Ťin-pching říká, že se nyní státní bezpečnost nachází v době přinášející nejvíce komplikací a výzev:
Musíme správně uchopit nové rysy a nové trendy v proměně podoby státní bezpečnosti, držet se komplexního pojetí státní bezpečnosti a vyrazit na cestu státní bezpečnosti s čínskými rysy. … V současnosti je obsah státní bezpečnosti naší země a její přesah do zahraničí hojnější než kdy dříve v historii, zabírá mnohem rozsáhlejší časoprostor než kdy v historii a vnitřní a vnější faktory jsou komplikovanější než kdy v historii, a proto se musíme se držet komplexního pojetí státní bezpečnosti.
Záhy poté Si Ťin-pching rozvinul svoji představu státní bezpečnosti v mezinárodním měřítku. V květnu 2014 v Šanghaji na Čtvrtém summitu Konference asijské spolupráce a budování důvěry (Conference on Interaction and Confidence-Building Measures in Asia)inicioval nový koncept Asijského pojetí bezpečnosti založený na „vzájemnosti, integraci a spolupráci“ a přitom projevil snahu stanout v čele řešení bezpečnostních otázek v celém širokém regionu. Myšlenku klíčové role ČLR při vytváření „nového uspořádání mezinárodní bezpečnosti” později komplexněji představil ve svém konceptu „dvojího vedení“.
O rok později, v červenci 2015 stálý výbor Všečínského shromáždění lidových zástupců zakotvil „komplexní pojetí státní bezpečnosti“ do novelizovaného zákona o státní bezpečnosti. Na rozvoj internetu a šíření informací v kyberprostoru reagoval v roce 2016 nový zákon o internetové bezpečnosti, podle nějž má stát „podstoupit kroky a sledovat, bránit a řešit nebezpečí a hrozby na internetu pocházející zevnitř i zvnějšku Čínské lidové republiky“.

## Oblasti bezpečnosti
Si Ťin-pching na první schůzi Komise pro státní bezpečnost jasně pojmenoval smysl své nové bezpečnostní koncepce, když řekl:
Jednou z velkých zásad, kterou naše strana musí za všech okolností dodržovat při správě strany a státu, je posilování ducha obětavosti a bdělosti. Jestliže chce naše strana upevňovat svoje postavení vládnoucí strany a sjednocovat a vést lid k zachovávání a rozvoji socialismu s čínskými rysy, věcí nejvyšší důležitosti je zajištění státní bezpečnosti.
Dále hovořil o nezbytnosti „vybudovat centralizovaný a jednotný bezpečnostní systém a posílit stranické vedení státní bezpečnosti.”
Jednotlivé složky státní bezpečnosti pak představil v hierarchické struktuře, v níž „politická bezpečnost je kořenem, ekonomická bezpečnost je základnou, vojenská, kulturní a společenská bezpečnost jsou zárukou a propagace mezinárodní bezpečnosti je oporou pro vykročení na cestu státní bezpečnosti s čínskými rysy“. Zároveň však zdůraznil provázanost celého systému, v němž je pro správné fungování celku klíčové každé odvětví.
„Komplexní pojetí státní bezpečnosti“ přidává k tradičním odvětvím bezpečnosti (bezpečnost vlasti a vojenská bezpečnost) oblasti, které dříve nebyly explicitně zahrnuty do systému státní bezpečnosti. Reaguje tak na nové typy hrozeb a cílí více na vnitřní ohrožení politického systému. Některé oblasti byly začleněny do komplexního pojetí státní bezpečnosti dodatečně a ukazují, jak vedení KS Číny systematicky sekuritizuje každou oblast života a staví se k ní jako k potenciální bezpečnostní hrozbě.
V současné době uvádí čínské dokumenty šestnáct oblastí státní bezpečnosti seřazené v následující hierarchii:
1. Politická bezpečnost. Bezpochyby ta hlavní a nejdůležitější oblast státní bezpečnosti ČLR. Politická bezpečnost znamená zachování stávajícího politického systému a tedy zachování vedoucí úlohy strany. Jedná se o základní nezpochybnitelný aspekt politického systému Čínské lidové republiky zakotvený v prvním článku ústavy[7] a připomínaný ve všech důležitých politických dokumentech. Vzhledem k tomu, že Si Ťin-pching byl prohlášen[8] za „jádro [strany]“, a tudíž za nejvyššího vůdce, stala se jeho osobní bezpečnost součástí státní bezpečnosti.
2. Teritoriální bezpečnost (bezpečnost státního území). Má za cíl chránit suverenitu a „celistvost území“ před „separatismem“. Územní celistvost a suverenita v pojetí čínského státu zahrnuje nejen jeho reálné území, ale i fakticky nezávislý ostrovní stát Tchaj-wan, který Čínská lidová republika považuje za svou provincii. Do kategorie bezpečnosti státního území je zahrnut také Hongkong,[9] jehož autonomii potvrzenou v mezinárodní úmluvě vláda v Pekingu protiprávně omezuje právě s poukazem na nutnost bránit svoji státní bezpečnost. V této souvislosti čínský parlament v roce 2020 přijal zvláštní bezpečnostní zákon.[10] Pod záminkou obrany státní bezpečnosti a územní celistvosti se také realizuje represivní politika v Tibetu[11] a Sin-ťianu[12] oblastech obývaných národnostními menšinami, jimž byla původně přislíbena rozsáhlá autonomie v rámci ČLR.
3. Vojenská bezpečnost. Armáda má v čínském politickém systému výsostnou pozici a s komunistickou stranou je velmi úzce spjata. Si Ťin-pching v roli generálního tajemníka posílil své pravomoci předsedy Ústřední vojenské komise a armádu beze zbytku podřídil stranickému vedení. Udržení její role a chránění jejích zájmů je z hlediska „komplexní státní bezpečnosti“ klíčové.
4. Ekonomická bezpečnost. Hospodářství je v souladu s marxistickým pojetím určující role ekonomické základny pro společenskou nadstavbu zásadní. Sekuritizace hospodářské sféry znamená zásahy státu do soukromého podnikání. KS Číny hospodářství chápe jako záležitost výsostně bezpečnostní povahy. Tomu odpovídá také způsob, jímž ČLR zachází s hospodářskými příležitostmi a hrozbami v mezinárodních stycích.
5. Kulturní bezpečnost. Přestože se ideologie ČLR hlásí k marxistickému pojetí společnosti postavené na ekonomické základně, která by měla přirozeně determinovat kulturní nadstavbu, jedním z pilířů politického systému je ideově výchovná práce a kontrola kulturních a duchovních projevů obyvatelstva. Od toho se odvíjí pojetí kulturní bezpečnosti, které se snaží zabránit pronikání „podvratných“ myšlenek a hodnot do čínské společnosti. Na počátku Si Ťin-pchingovy vlády to jasně formuloval ještě před vznikem konceptu kulturní bezpečnosti tzv. Dokument č. 9.[13]

Ve výčtu následuje „společenská bezpečnost“, „technologická bezpečnost“, „internetová bezpečnost“, původně „informační bezpečnost“, „ekologická bezpečnost“, „bezpečnost zdrojů“, „jaderná bezpečnost“, „bezpečnost zahraničních zájmů“, „biologická bezpečnost“, „vesmírná bezpečnost“, „polární bezpečnost“ a dokonce „bezpečnost hlubinného moře“. Poslední tři odvětví státní bezpečnosti společně s „bezpečností zahraničních zájmů“ dokládají do nedávna těžko představitelnou projekci zájmů ČLR mimo území vlastního státu a z pokrytectví usvědčují Si Ťin-pchingovu zahraničněpolitickou doktrínu „budování společenství sdíleného osudu lidstva“ založeného na oboustranně prospěšné spolupráci.

## Komise pro státní bezpečnost
„Komplexní pojetí státní bezpečnosti“ je zásadně spjato se vznikem nové instituce – Komise pro státní bezpečnost (National Security Commission). Komise vznikla v lednu 2014, záměr ji vytvořit Si Ťin-pching oznámil již na 3. plénu 18. ústředního výboru KS Číny v listopadu předchozího roku a je někdy označován za nejkonkrétnější a nejpoutavějšívýsledek 3. pléna. Komuniké 3. plénakonstatovalo, že je potřeba „založit Komisi pro státní bezpečnost, vylepšit systém a strategii státní bezpečnosti a zajistit státní bezpečnost“.
Debaty o založení Komise pro státní bezpečnost se vedly již v devadesátých letech za vlády generálního tajemníka Ťiang Ce-mina. První návrh na založení komise se objevil v roce 1997, avšak ve vedení panovala neshoda a obavy, že by tímto krokem získala příliš velkou moc armáda. K realizaci plánu se proto přistoupilo až za éry Si Ťin-pchinga o patnáct let později.
Komise spadá přímo pod ústřední výbor KS Číny a centralizuje v sobě moc nad všemi složkami systému státní bezpečností. Do čela komise usedl generální tajemník Si Ťin-pching jakožto předseda, místopředsedy se stali dva nejvýše postavení členové stálého výboru politbyra po Si Ťin-pchingovi – Li Kche-čchiang (též premiér) a Li Čan-šu (též předseda VSLZ, tedy parlamentu). Komise umožňuje kumulaci moci v rukou Si Ťin-pchinga a centralizuje řízení všech složek, které spadají do systému státní bezpečnosti, a to napříč různými rezorty a státními úřady. Podle prohlášení generálního tajemníka Si Ťin-pchinga má založení Komise zásadní význam pro budoucnost země. Realizuje „modernizaci systému vládnutí a schopnosti správy, uskutečňuje naléhavý požadavek dlouhodobého míru a stability země, zajišťuje všestranné budování společnosti mírného blahobytu a ručí za uskutečnění čínského snu velkolepé obrody čínského národa, …“
Vznik nové komise a nová konceptualizace státní bezpečnosti se odehrály v kontextu další centralizace moci. Proběhly v době stupňování narativu nezbytnosti vedoucí úlohy strany a v ní ústřední role generálního tajemníka Si Ťin-pchinga a upevňování moci v jeho rukou nedlouho po nástupu do funkce v listopadu 2012. Předznamenala tak posilování represivní politiky KS Číny s cílem obnovit absolutní kontrolu strany v podobě známé z poválečného období, kdy ČLR vytvářela nové státní instituce po vzoru stalinského modelu importovaného z SSSR.